# Domínio dos Duques

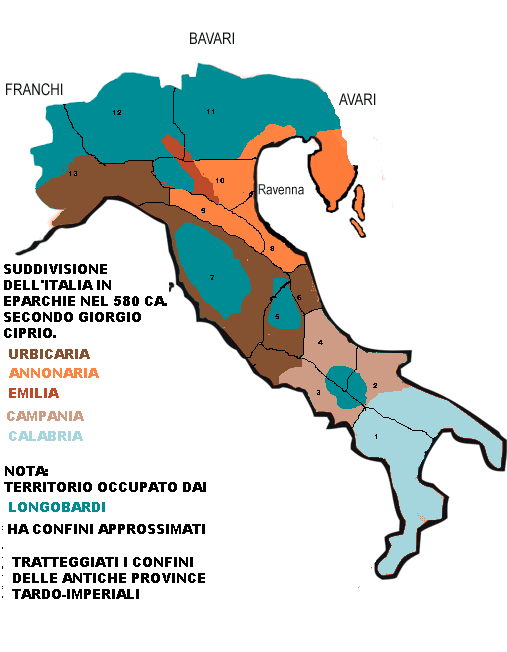
A Itália em 580, dividida em eparquias, segundo Giorgio Ciprio.

Por Domínio dos Duques, na história da península Itálica, entende-se o período de interregno compreendido entre os reinados de Clefo (573-575) e Autário (584-590). 
Com a morte de Clefo em 575, a nobreza Lombarda recusou-se a nomear um sucessor. Seguiu-se então um período de desordem e falta de unidade no Reino Lombardo. Este interregno durou dez anos e ficou conhecido como a "Regência dos Duques".
Dadas as necessidades de uma incursão militar, em 574 e 575 os lombardos cometeram o erro de invadir Provença, então parte do reino da Borgonha. Este era um domínio franco, cujo rei era Gontrão. Gontrão, aliado ao sobrinho, o rei da Austrásia, Quildeberto II, em represália, invadiu a Lombardia, desceu o vale do Ádige e tomou Trento.
Após dez anos de interregno, os duques lombardos decidiram promover uma monarquia centralizada. Contribuiu com isto a crescente pressão dos francos e bizantinos e o fato de os lombardos estarem à mercê de uma estrutura de poder extremamente frágil e que permitia tão somente algumas incursões em busca de saques. Com isto os duques acordaram a escolha de outro rei e em 584 deu-se a coroação de Autário, filho de Clefo, o último rei assassinado. Os duques deram-lhe não somente a capital de Pávia, mas metade de seus domínios e bens como a região de Demesne, possibilitando assim a reestruturação do Reino Lombardo.